# 최종혁 (축구 선수)
최종혁(崔鍾赫, 1984년 9월 3일~)은 대한민국의 남자 축구 선수로, 포지션은 미드필더이다. 숭신공업고등학교와 호남대학교 축구부를 거친 뒤 K리그의 대구 FC에 입단해 3시즌 동안 활동 했다.